# Caldo negro

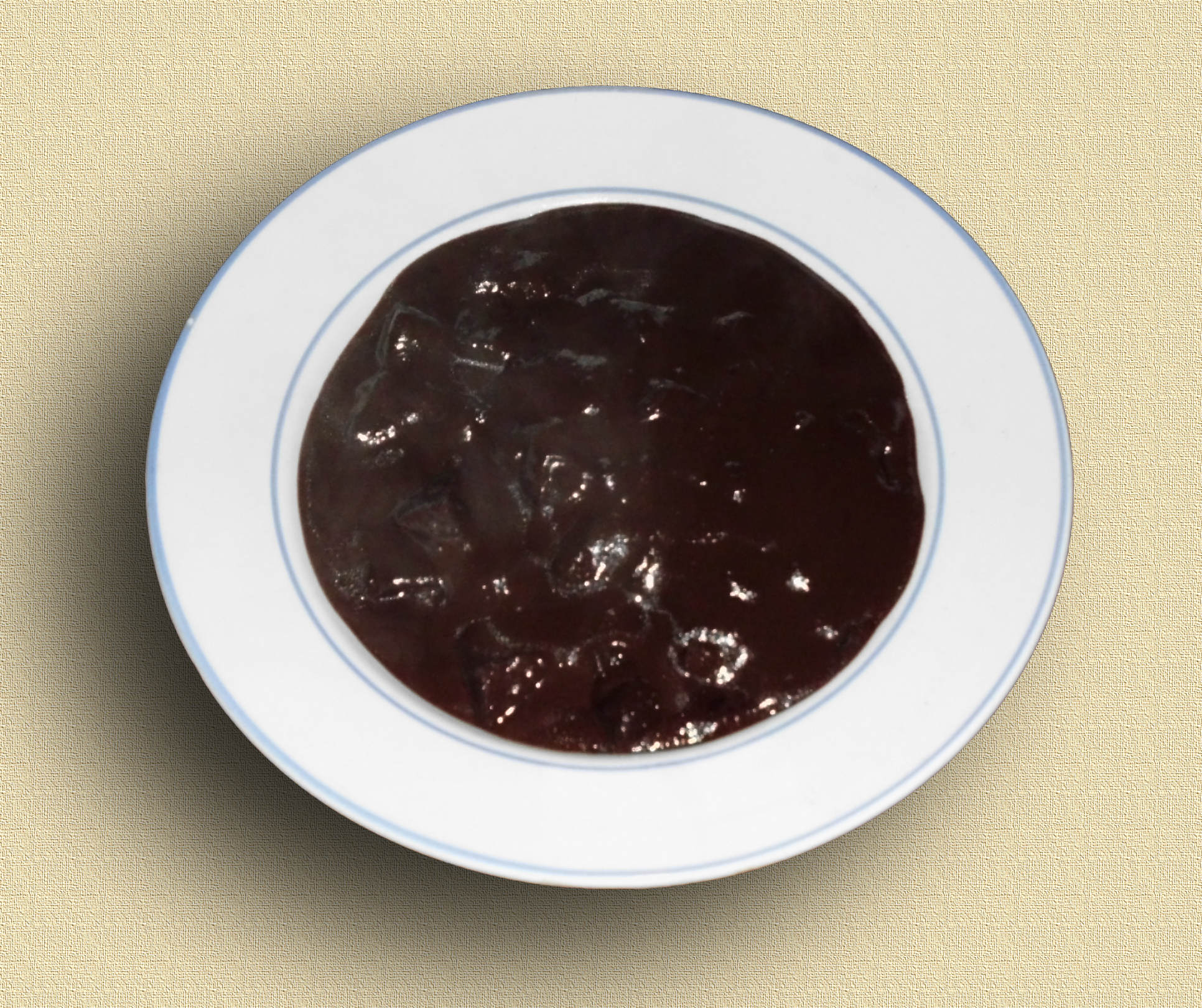
Caldo negro.

El caldo negro (en griego antiguo μέλας ζωμός, melas zomós) o sopa negra era un plato tradicional espartano hecho con sangre, vino y vísceras; ascendido a símbolo de la frugalidad de las costumbres espartanas, y la comida fundamental consumida en la sisitía (comida colectiva de los espartanos).
En realidad la traducción ‘caldo negro’ no refleja plenamente el significado del término griego, que más literalmente designa una ‘sopa negra’: se trataba en realidad de un guiso de carne de cerdo, oscurecido por la adición de sangre y vino. Aunque no se ha conservado receta alguna de este plato, se cree que incluía también vinagre, para que actuase como emulsificante evitando que la sangre del cerdo se coagulara durante la cocción.
Según la leyenda, un hombre de Síbari, una ciudad del sur de Italia famosa por su lujo y glotonería, dijo tras probar el caldo negro que entendía por qué los espartanos estaban tan dispuestos a morir.

## Historia
Plutarco, en la Vida de Licurgo, cuenta que un rey del Ponto, tras haber oído hablar de esta famosa sopa y sintiendo curiosidad, hizo traer a un cocinero espartano para que lo preparase. Al probarlo lo encontró pésimo, diciéndole entonces el cocinero que para disfrutarlo plenamente era necesario bañarse primero en el río Eurotas (el río del Peloponeso que pasa por Esparta), lo que significaba que había que apreciar las costumbres y tradiciones espartanas, adaptándose a un estilo de vida simple y esencial.
El mismo Plutarco cuenta que los ancianos espartanos no comían carne (que se dejaba a los jóvenes), prefiriendo alimentarse casi exclusivamente de caldo negro.
Ateneo ejemplifica la decadencia de Esparta señalando que los cocineros, acostumbrados a elaborar salsas refinadas, ya no eran capaces de preparar el caldo negro.

## Recetas parecidas
En la actualidad existen recetas parecidas al caldo negro en diversas partes del mundo:
- Svartsoppa, sopa sueca hecha con sangre de ganso.
- Czernina, sopa polaca hecha con sangre de pato.
- Dinuguan, estofado filipino hecho con carne y sangre de cerdo, guindilla y vinagre.
- Yahuarlocro, locro hecho con sangre y vísceras de oveja.